# White Tiger (gruppo musicale)
I White Tiger furono un gruppo hair metal formato a Los Angeles, Stati Uniti, nel 1986.
I White Tiger furono una band di breve vita fondato da due musicisti che poco prima si erano fatti notare con note band; il cantante David Donato ed il chitarrista Mark St. John. Donato militò nei Black Sabbath nel 1985 mentre St. John era stato nei Kiss nel 1984. Il resto della band era composto dal bassista Michael Norton, fratello di Mark St. John, e dal batterista Brian James Fox.

## Storia

### Le origini
St. John (Mark Norton), esercitava la professione di maestro di chitarra prima di venire contattato dai Kiss nel 1984, dopo essere stato raccomandato dal noto costruttore di chitarre Grover Jackson, a sostituzione di Vinnie Vincent, che era stato appena licenziato dalla band. Da questo periodo, Norton si fece conoscere al pubblico col nome in Mark St. John. Con i Kiss, St. John partecipò alle registrazioni dell'album Animalize (l'album dei Kiss più venduto degli anni 80), ma nel dicembre dello stesso anno, dopo aver partecipato a tre date del tour mondiale, fu rimpiazzato da Bruce Kulick per motivi di salute (aveva contratto una rara forma di artrite).
Donato entrò invece nei Black Sabbath nel 1984 a sostituzione di Ian Gillan, e fu licenziato nel 1985, dopo soli sei mesi, per ragioni ancora non del tutto chiarite.
Prima di questa esperienza Donato, che in precedenza aveva lavorato come modello, era stato membro dei britannici (ma residenti a Los Angeles) Armageddon nei metà anni settanta, con cui incise un debut omonimo nel 1975, prima della morte del loro fondatore Keith Relf (ex cantante dei The Yardbirds). Dopo questi, egli entrò nella band Hero fondata da Neil Citron (recentemente per un periodo chitarrista dei Quiet Riot).

### White Tiger
I White Tiger si formarono nel primo 1986 da St. John, suo fratello Michael Norton, Donato ed il batterista Brian James Fox. Questi avevano qualche similitudine nel look e nella sonorità con l'hair metal dei Kiss dell'epoca ottantaniana. Pochi mesi più tardi, dopo aver firmato con la EMC Records, pubblicarono il debut omonimo White Tiger, che se da una parte ricevette elogi relativi al songwriting, venne però criticato per la scarsa produzione. Esso non ebbe in ogni caso un successo rilevante e passò inosservato, anche perché prodotto da una piccola etichetta. La label, che non vedeva per il quartetto un futuro promettente, bocciò la band a causa del mancato successo.
Le demo per un eventuale secondo album, che sarebbe dovuto intitolarsi On The Prowl, vennero registrate ma mai realizzate a causa di una mancato contratto discografico.
Il progetto, non vedendo sbocchi venne interrotto nel 1989. St. John fondò la band Keep composta dal St. John, il cantante Michael McDonald (lo pseudonimo con cui si presentò Michael Donato), il chitarrista Kevin Russell, il bassista Joey Mudarri e alla batteria niente meno che Peter Criss, noto ex membro dei Kiss.
Dopo aver cambiato per un breve periodo bassista con Jim Barnes, St. John introdusse nuovamente il fratello Michael nel gennaio del 1990. Questa incarnazione dei Keep, che comprendeva quasi tutti i membri dei White Tiger, registrò alcune demo e partecipò a qualche concerto in California. L'etichetta però cominciò a prendere le distanze dalla neonata band, anche a causa del irruzione del movimento grunge che cambiò radicalmente le tendenze musicali del periodo. La band conseguentemente si sciolse nel 1991 quando Peter Criss fondò il suo progetto solista chiamato "Criss".

### Anni successivi
St. John successivamente lavorò con Stevie Wonder e David Hasselhoff. Il fratello Michael Norton entrò nella band Laidlaw pubblicando gli album Sample This (1998) e First Big Picnic (1999).
Fox più tardi entrò nei Silent Rage, ironicamente, firmando per l'etichetta di proprietà di Gene Simmons, noto bassista dei Kiss. Con loro il batterista pubblicò l'album Still Alive nel 2002. Nel 1998 St. John contrattò con una piccola label per pubblicare l'album dei White Tiger Raw che venne realizzato nel 1999. Dopo aver suonato per qualche data attorno a Los Angeles, la band si sciolse definitivamente. Nello stesso 1999 venne ristampato il debut White Tiger con l'aggiunta di una bonus track.
St. John poi intraprenderà il suo progetto solista chiamato "Mark St. John Project" registrando prima l'EP omonimo Mark St. John Project nel 1999 a cui partecipò alla composizione di alcuni brani Peter Criss, e poi nel 2003 il secondo Magic Bullet Theory.
Il 5 aprile 2007 St. John morì all'età di 51 anni a causa di un'emorragia cerebrale.

## Lineup
- David Donato - Voce
- Mark St. John - Chitarra, Cori
- Michael Norton - Basso, Cori
- Brian James Fox - Batteria

## Discografia

### Album in studio
- 1986 - White Tiger

### Raccolte
- 1999 - Raw